# Phomopsis

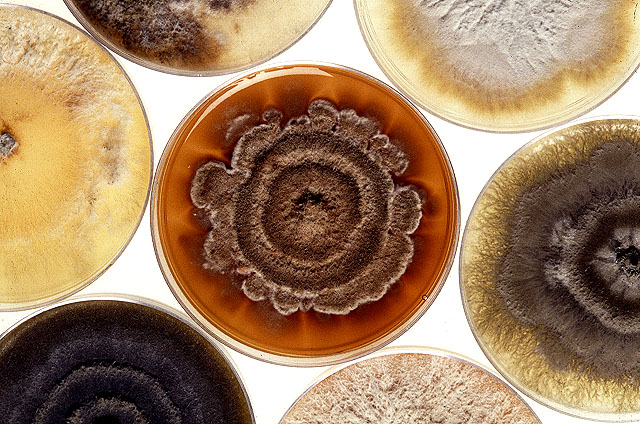
Hodowle Phomopsis na sztucznych podłożach

Phomopsis (Sacc.) Bubák – rodzaj grzybów z rzędu Diaporthales.

## Charakterystyka
Grzyby mikroskopijne. Znane są głównie w postaci anamorf. Jeśli występują teleomorfy, to należą do rodzaju Diaporthe. Konidiomy tworzą się w podkładkach. Są zagłębione w tkankach, duże, prawie kuliste, beczułkowate lub spłaszczone, o barwie jasnej lub ciemnobrunatnej do czarnej. Składają się z jednej, lub wielu zlanych z sobą grubościennych komór. Konidiofory rozgałęzione, ze szczytowymi cylindrycznymi komórkami konidiotwórczymi typu monofialidy. Zarodniki konidialne szkliste, gładkie, cienkościenne, jednokomórkowe i w obrębie gatunku zróżnicowane morfologicznie. Czasem powstają dwa typy konidiów; nitkowate i zazwyczaj wygięte na kształt laski, lub wrzecionowate z dwoma gutulami. Czasami tworzą się także konidia o pośrednim kształcie.
Są na świecie szeroko rozprzestrzenione. Większość gatunków to pasożyty roślin powodujące zgorzel siewek oraz uszkodzenia łodyg, liści, raka łodyg i gnicie owoców. Opisano około 600 gatunków, ale identyfikowane były głównie na podstawie gatunku rośliny żywicielskiej. Współczesne badania metodami biologii molekularnej (hodowle w laboratorium na sztucznych podłożach) i genetyki wykazały, że liczne z nich to synonimy. Wskutek tych badań w 2012 r. liczba gatunków spadła do 234 i nadal się zmienia.

## Systematyka
Pozycja w klasyfikacji według Index Fungorum
Diaporthaceae, Diaporthales, Diaporthomycetidae, Sordariomycetes, Pezizomycotina, Ascomycota, Fungii.
W 1884 r. Pier Andrea Saccardo utworzył podrodzaj Phoma subgen. Phomopsis. W 1905 r. František Bubák podniósł go do rangi rodzaju.
Synonimy:

- Chromocytospora Speg. 1910
- Cyclophomopsis Höhn. 1920
- Cyphellopycnis Tehon & G.L. Stout 1929
- Endogloea Höhn. 1915
- Fragosoella Petr. & Syd. 1927
- Fusicytospora Gutner 1935
- Haplophoma Riedl & Ershad 1977
- Lasiostroma Griffon & Maubl. 1911
- Leptostromella subgen. Vestergrenia Sacc. & P. Syd. 1899
- Leucophomopsis Höhn. 1917
- Libertina Höhn 1920
- Malacostroma Höhn. 1920
- Myxolibertella Höhn. 1903
- Petasodes Clem. 1909
- Phoma subgen. Phomopsis Sacc. 1884
- Phomopsella Höhn. 1920
- Phomopsioides M.E.A. Costa & Sousa da Câmara 1954
- Placophomopsis Grove 1921
- Pseudophomopsis Höhn. 1926
- Scleropycnium Heald & C.E. Lewis 1912
- Vestergrenia (Sacc. & P. Syd.) Died. 1913

## Gatunki występujące w Polsce
- Phomopsis abietina (R. Hartig) Grove 1918
- Phomopsis achilleae (Sacc.) Traverso 1906
- Phomopsis aristolochiae Grove 1917
- Phomopsis arctii (Lasch) Traverso 1906
- Phomopsis coneglanensis (Sacc.) Traverso 1906
- Phomopsis consocia (Sacc., E. Bommer & M. Rousseau) Died. 1911
- Phomopsis cordifolia (Brunaud) Died. 1912
- Phomopsis corni (Fuckel) Traverso[5]
- Phomopsis corticis (Fuckel) Grove 1918
- Phomopsis cryptica (Nitschke) Höhn. 1906
- Phomopsis denigrata (Desm.) Traverso 1913
- Phomopsis detrusa (Sacc.) Traverso 1906
- Phomopsis diachenii Sacc. 1915
- Phomopsis diaporthes-macrostomae Traverso 1906
- Phomopsis dominici (Traverso) Sacc. & D. Sacc. 1903
- Phomopsis dulcamarae (Sacc.) Traverso 1906
- Phomopsis effusa (Roberge ex Desm.) Höhn. 1918
- Phomopsis glandicola (Lév.) Grove 1917
- Phomopsis helianthi Munt.-Cvetk., Mihaljč. & M. Petrov 1981
- Phomopsis hysteriola (Sacc.) Grove 1935
- Phomopsis importata (Nitschke) Dietel 1911
- Phomopsis inaequalis Traverso 1906
- Phomopsis incarcerata Höhn. 1906
- Phomopsis intermedia (Sacc.) Traverso 1906
- Phomopsis japonica (Sacc.) Traverso 1906
- Phomopsis juglandina (Sacc.) Höhn. 1906
- Phomopsis lysimachiae (Cooke) Grove 1917
- Phomopsis mazzantioides Petr. 1921
- Phomopsis moricola (Sacc.) Grove 1915
- Phomopsis muelleri (Cooke) Grove 1917
- Phomopsis nepetae Gonz. Frag. 1914
- Phomopsis occulta Traverso 1906
- Phomopsis oncostoma (Thüm.) Höhn. 1917
- Phomopsis oxalina (Ellis & Everh.) Syd. 1930
- Phomopsis perniciosa Grove 1935
- Phomopsis phaseoli (Desm.) Sacc. 1915
- Phomopsis pimpinellae (Ellis) H.C. Greene 1953
- Phomopsis platanoidis (Cooke) Died. 1912
- Phomopsis prunorum (Cooke) Grove 1917
- Phomopsis pulla (Sacc.) Traverso 1906
- Phomopsis pungens (Nitschke ex Sacc.) Grove 1935
- Phomopsis pustulata (Sacc.) Died. 1911
- Phomopsis putator (Nitschke) Traverso 1906
- Phomopsis quercina (Sacc.) Höhn. ex Died. 1911
- Phomopsis quercus (Sacc. & Speg.) Curzi & Barbaini 1927
- Phomopsis radula (Berk. & Broome) Grove 1917
- Phomopsis revellens (Sacc.) Traverso 1906
- Phomopsis rhois (Sacc.) Traverso 1906
- Phomopsis rossiana (Sacc.) Sacc. & D. Sacc. 1906
- Phomopsis rudis (Sacc.) Höhn. 1906
- Phomopsis ryckholtii (Sacc.) Höhn. 1906
- Phomopsis salicina (Westend.) Died. 1911
- Phomopsis sambucina (Sacc.) Traverso 1906
- Phomopsis sarothamni Höhn. 1906
- Phomopsis sclerotioides Kesteren 1967
- Phomopsis scobina Höhn. 1906
- Phomopsis sorbicola Grove 1930
- Phomopsis sordidula Traverso 1906
- Phomopsis spiraeae (Desm.) Grove 1920
- Phomopsis subordinaria (Desm.) Traverso 1906
- Phomopsis thujae Died. 1912
- Phomopsis tulasnei Sacc. 1906
- Phomopsis vaccinii Shear, N.E. Stevens & H.F. Bain 1931
- Phomopsis velata (Sacc.) Traverso 1906
- Phomopsis vexans (Sacc. & P. Syd.) Harter 1914

Nazwy naukowe według Index Fungorum. Wykaz gatunków według W. Mułenki i in., J. Marcinkowskieji in..